# Kornél Ábrányi
Kornél Ábrányi (ur. 15 października 1822 w Szentgyörgyábrány, zm. 20 grudnia 1903 w Budapeszcie) – węgierski pianista, kompozytor i pisarz muzyczny.

## Życiorys
Pochodził z zamożnej rodziny Eördögh, która później zmieniła nazwisko na Ábrányi. Przypuszczalnie kształcił się w Paryżu u Fryderyka Chopina i Friedricha Kalkbrennera, następnie był uczniem Josepha Fischhofa w Wiedniu. W 1860 roku założył pierwsze węgierskie czasopismo muzyczne, „Zenészeti Lapok”, które redagował do 1876 roku. Od 1882 roku wydawał czasopismo „Zenészeti Közlöny”. W latach 1875–1888 był wykładowcą Akademii Muzycznej w Budapeszcie. 
Komponował utwory fortepianowe i chóralne oraz pieśni. Jego bogata spuścizna piśmiennicza obejmuje biografie Mihálya Mosonyiego (1872) i Ferenca Erkela (1876), podręczniki z zakresu harmonii, estetyki i historii muzyki, prace na temat muzyki węgierskiej oraz autobiografię Életembl és emlékeimbl. Przetłumaczył także na język węgierski Kunst und Revolution Richarda Wagnera (Peszt 1866).
Jego wnukiem był kompozytor Emil Ábrányi.